# Tantilla striata
Espèce
Statut de conservation UICN

 DD  : Données insuffisantes
Tantilla striata  est une espèce de serpents de la famille des Colubridae.

## Répartition
Cette espèce est endémique de l'État d'Oaxaca au Mexique.

## Publication originale
- Dunn, 1928 : New Central American snakes in the American Museum of Natural History. American Museum Novitates, n. 314, p. 1-4 (texte intégral).